# Tillandsia oerstediana
Tillandsia oerstediana es una especie de planta epífita dentro del género  Tillandsia, perteneciente a la  familia de las bromeliáceas.  Es originaria de Costa Rica.

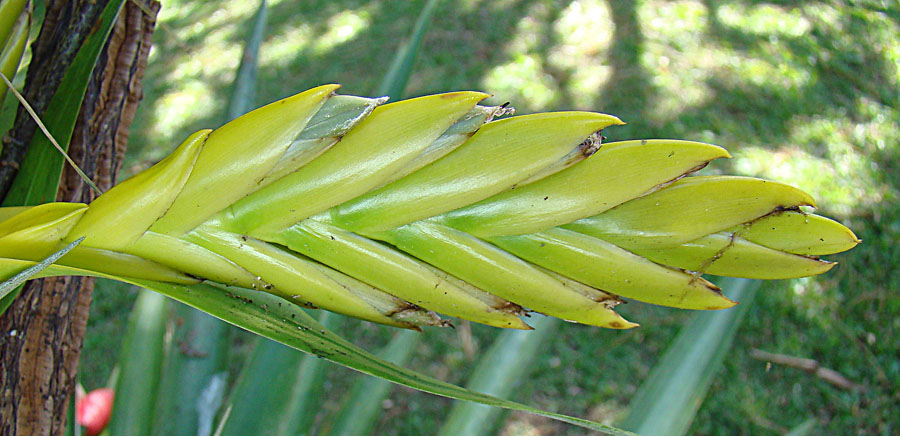
Detalle

## Descripción
Son plantas epífitas que alcanzan un tamaño de 100-200 cm en flor, acaules. Hojas de 60-95 cm; vainas 7-11(-13) cm de ancho, pardas, más pálidas en el envés, adpreso pardo pálido lepidotas; láminas 3-6.5 cm de ancho, casi lisas a inconspicua y finamente nervadas, glabras en el haz, densamente cinéreo lepidotas en el envés, triangulares, atenuadas. Escapo más corto que las hojas; brácteas foliáceas, densamente imbricadas. Inflorescencia 2-pinnado compuesta; raquis 50-110 cm; brácteas primarias 10-20 cm, más cortas que o casi tan largas como las espigas; espigas 10-20(-29) cm, patentes, con 9-17 flores. Brácteas florales 3-3.5 cm, más largas que los sépalos, imbricadas, erectas, subpatentes en la fructificación, carinadas, lisas, glabras, coriáceas. Flores erectas; pedicelos 2-3 mm; sépalos 2.7-3.2 cm, casi lisos a finamente nervados, cartáceos a submembranáceos, glabros, los 2 posteriores fuertemente carinados y libres a muy brevemente connatos, libres del sépalo anterior ecarinado o raramente débilmente carinado. Cápsulas 2.5-5 cm.

## Taxonomía
Tillandsia oerstediana fue descrita por Lyman Bradford Smith y publicado en Phytologia 13: 141, t. 6, f. 5. 1966.
Etimología
Tillandsia: nombre genérico que fue nombrado por Carlos Linneo en 1738 en honor al médico y botánico finlandés Dr. Elias Tillandz (originalmente Tillander) (1640-1693).
oerstediana: epíteto otorgado en honor del botánico Hans Christian Ørsted.
Sinonimia
- Tillandsia deppeana var. costaricensis (Mez) L.B.Sm.
- Tillandsia paniculata var. costaricensis Mez
- Tillandsia rubra var. costaricensis (Mez) Mez[2][3]